# クリスティアーノ・ルカレッリ

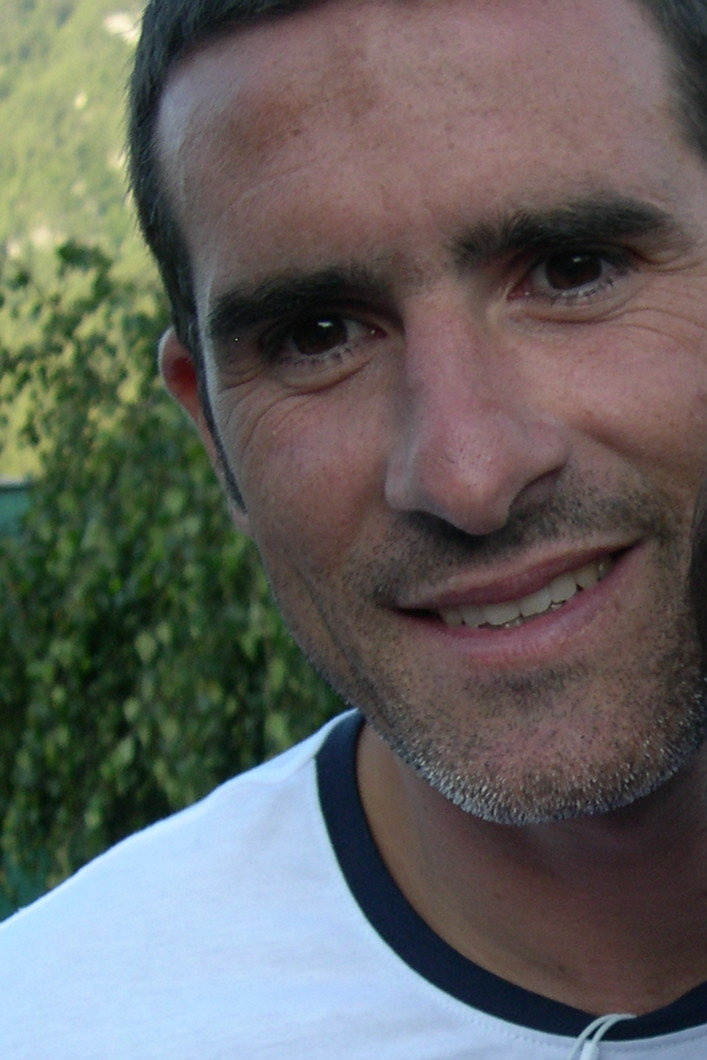
クリスティアーノ・ルカレッリ

クリスティアーノ・ルカレッリ（Cristiano Lucarelli, 1975年10月4日 - ）は、イタリア・リヴォルノ出身の元同国代表サッカー選手、現サッカー指導者。現役時代のポジションはフォワード。
同じくサッカー選手のアレッサンドロ・ルカレッリは実弟。

## 経歴
1992年、クオイオペッリでデビューを果たし、翌年にはACペルージャへ移籍。国内のクラブを転々とした後、1998-99シーズンにはバレンシアCFへ自身初の国外移籍を果たす。しかし12試合1ゴールと振るわず1シーズンで帰国。USレッチェやトリノFCに在籍した。
2003-04シーズンからは地元のASリヴォルノ・カルチョに移籍、クラブのセリエA昇格に貢献し、チームのシンボルとなる。2004-05シーズンには24得点を挙げ、セリエA得点王に輝いた。
リヴォルノには4年間在籍し、クラブ史上2番目となる92ゴールを記録した。また2006-07シーズンにおいてセリエA通算100ゴールを達成している。2007年に移籍金800万ユーロ（約13.5億円）でFCシャフタール・ドネツクに移籍。ウクライナでプレーする初のイタリア人となった。
2008年、移籍金570万ユーロで（約9億円）でパルマFCに移籍した。
2009年7月15日、古巣であるリヴォルノへレンタルでの復帰が発表された。

## 代表歴
1996年のアトランタ五輪メンバーに選出され、同年秋にはU-21代表の試合で2試合連続のハットトリックを達成するなど通算14試合10得点と高い決定力を見せた。
当時のA代表攻撃陣の層は厚かったが、2004-05シーズンの活躍が認められ2005年上旬に北米遠征代表メンバーに選出。セルビア・モンテネグロ戦にて代表初キャップを刻むと、この試合で初得点もマークし存在感を示している。マルチェロ・リッピ時代は結果を出しながらも代表とはあまり縁が無かったが、代表監督がかつてリヴォルノで指揮を執ったロベルト・ドナドーニに代わってからは代表に定着している。

## 指導歴
2017-18シーズンより、セリエCのカルチョ・カターニアと2年契約を締結した。